# ری پوینتر
ری پوینتر (به انگلیسی: Ray Pointer) (زادهٔ ۱۰ اکتبر ۱۹۳۶ - درگذشته ۲۶ ژانویهٔ ۲۰۱۶) بازیکن فوتبال اهل انگلستان بود که سابقهٔ بازی در تیم ملی فوتبال انگلستان را در کارنامهٔ خود داشت. وی در تاریخ ۲۸ سپتامبر ۱۹۶۱ نخستین بازی ملی خود را در مقابل تیم ملی فوتبال لوکزامبورگ انجام داد و با حضور در ۳ بازی ملی، در تاریخ ۲۵ اکتبر ۱۹۶۱ واپسین بازی ملی‌اش را در برابر تیم ملی فوتبال پرتغال برگزار کرد.
این بازیکن توانسته در بازی‌های ملی، ۲ گل به ثمر برساند.